# 34. ceremonia wręczenia Cezarów
34. ceremonia wręczenia francuskich nagród filmowych Cezarów za rok 2008, odbyła się 27 lutego 2009 roku w Théâtre du Châtelet w Paryżu. Dnia 23 stycznia 2009 roku zostały ogłoszone nominacje do nagród.

## Laureaci i nominowani
Laureaci nagród wyróżnieni są wytłuszczeniem

### Najlepszy film
- Serafina
  - Klasa
  - Kocham cię od tak dawna
  - Wróg publiczny numer jeden, część I
  - Niebo nad Paryżem
  - Dzień, który odmienił twoje życie
  - Świąteczne opowieści

### Najlepszy reżyser
- Jean-François Richet − Wróg publiczny numer jeden, część I oraz Wróg publiczny numer jeden, część II
  - Rémi Bezançon − Dzień, który odmienił twoje życie
  - Laurent Cantet − Klasa
  - Arnaud Desplechin − Świąteczne opowieści
  - Martin Provost − Serafina

### Najlepszy debiut reżyserski
- Philippe Claudel − Kocham cię od tak dawna
  - Ursula Meier − Dom przy autostradzie
  - Lyes Salem − Maskarady
  - Fred Cavaye − Dla niej wszystko
  - Pierre Schoeller − Wersal

### Najlepszy scenariusz oryginalny
- Marc Abdelnour i Martin Provost − Serafina
  - Rémi Bezançon − Dzień, który odmienił twoje życie
  - Dany Boon, Franck Magnier i Alexandre Charlot − Jeszcze dalej niż Północ
  - Philippe Claudel − Kocham cię od tak dawna
  - Arnaud Desplechin i Emmanuel Bourdieu − Świąteczne opowieści

### Najlepszy scenariusz adaptowany
- Laurent Cantet, François Begaudeau i Robin Campillo − Klasa
  - Eric Assous, François d'Epenoux i Jean Becker − Już mnie nie kochaj
  - Clémence de Biéville, François Caviglioli i Nathalie Lafaurie − Śledztwo na cztery ręce
  - Abdel Raouf Dafri i Jean-François Richet − Wróg publiczny numer jeden, część I
  - Christophe Honoré i Gilles Taurand − Piękna

### Najlepszy aktor
- Vincent Cassel − Wróg publiczny numer jeden, część I
  - François-Xavier Demaison − Coluche, l'histoire d'un mec
  - Guillaume Depardieu − Wersal
  - Albert Dupontel − Już mnie nie kochaj
  - Jacques Gamblin − Dzień, który odmienił twoje życie

### Najlepsza aktorka
- Yolande Moreau − Serafina
  - Catherine Frot − Śledztwo na cztery ręce
  - Kristin Scott Thomas − Kocham cię od tak dawna
  - Tilda Swinton − Julia
  - Sylvie Testud − Sagan

### Najlepszy aktor drugoplanowy
- Jean-Paul Roussillon − Świąteczne opowieści
  - Benjamin Biolay − Stella
  - Claude Rich − Aide-toi, le ciel t'aidera
  - Pierre Vaneck − Już mnie nie kochaj
  - Roschdy Zem − Dziewczyna z Monako

### Najlepsza aktorka drugoplanowa
- Elsa Zylberstein − Kocham cię od tak dawna
  - Jeanne Balibar − Sagan
  - Anne Consigny − Świąteczne opowieści
  - Edith Scob − Pewnego lata
  - Karin Viard − Niebo nad Paryżem

### Nadzieja kina (aktor)
- Marc-André Grondin − Dzień, który odmienił twoje życie
  - Ralph Amoussou − Aide-toi, le ciel t'aidera
  - Laurent Capelluto − Świąteczne opowieści
  - Grégoire Leprince-Ringuet − Piękna
  - Pio Marmai − Dzień, który odmienił twoje życie

### Nadzieja kina (aktorka)
- Déborah François − Dzień, który odmienił twoje życie
  - Marilou Berry − Vilaine
  - Louise Bourgoin − Dziewczyna z Monako
  - Anaïs Demoustier − Dorośli
  - Léa Seydoux − Piękna

### Najlepszy film zagraniczny
- − Walc z Baszirem
  -  − Eldorado
  -  − Gomorra
  -  − Wszystko za życie
  -  − Milczenie Lorny
  -  − Aż poleje się krew
  -  − Kochankowie

### Najlepsze zdjęcia
- Laurent Brunet − Serafina
  - Robert Gantz − Wróg publiczny numer jeden, część I
  - Eric Gautier − Świąteczne opowieści
  - Agnès Godard − Dom przy autostradzie
  - Tom Stern − Paryż 36

### Najlepsza scenografia
- Thierry François – Serafina
  - Emile Ghigo – Wróg publiczny numer jeden, część I
  - Yvan Niclass – Dom przy autostradzie
  - Jean Rabasse – Paryż 36
  - Olivier Raoux – Dzieci z Timpelbach

### Najlepsze kostiumy
- Madeline Fontaine – Serafina
  - Pierre-Jean Larroque – Siła odwagi
  - Virgine Montel – Wróg publiczny numer jeden, część I
  - Nathalie du Roscoät – Sagan
  - Carine Sarfati – Paryż 36

### Najlepszy montaż
- Sophie Reine – Dzień, który odmienił twoje życie
  - Laurence Briaud – Świąteczne opowieści
  - Robin Campillo i Stéphanie Léger – Klasa
  - Francine Sandberg – Niebo nad Paryżem
  - Hervé Schneid i Bill Pankow – Wróg publiczny numer jeden, część I

### Najlepszy dźwięk
- Jean Minondo, Gérard Hardy, Alexandre Widmer, Loïc Prian, François Groult i Hervé Buirette – Wróg publiczny numer jeden, część I
  - Jean-Pierre Laforce, Nicolas Cantin i Sylvain Malbrant – Świąteczne opowieści
  - Olivier Mauvezin, Agnès Ravez, Jean-Pierre Laforce – Klasa
  - Daniel Sobrino, Roman Dymny i Vincent Goujon – Paryż 36
  - Philippe Vandendriessche, Emmanuel Croset i Ingrid Ralet – Serafina

### Najlepszy film krótkometrażowy
- Pierre Pinaud – Les miettes
  - Hélier Cisterne – Les paradis perdus
  - Jérémy Clapin – Skhizein
  - Lola Frederich – Taxi Wala
  - Raphaël Chevènement – Une leçon particulière

### Najlepszy film dokumentalny
- Agnès Varda – Plaże Agnes
  - Sandrine Bonnaire – Na imię ma Sabine
  - Antoine de Maximy – J'irai dormir à Hollywood
  - Pierre Marcel – Tabarly
  - Raymond Depardon – Współczesne życie

### Honorowy Cezar
- Dustin Hoffman (aktor)